# سعیده عرب
سعیده عرب (زادهٔ فروردین ۱۳۳۰ در تهران) بازیگر سینما و تلویزیون اهل کشور ایران است. از معروف‌ترین نقش‌های تلویزیونی که وی تاکنون بازی کرده‌است می‌توان به نقش لیه در سریال یوسف پیامبر اشاره کرد.

## فیلمشناسی

### سینما
- شیفت شب (۱۳۹۳)
- پنجشنبه آخر ماه (۱۳۹۰)
- سوگند (۱۳۸۷)
- از دوردست (۱۳۸۴)
- مسیح (۱۳۸۴)
- واکنش پنجم (۱۳۸۱)
- دیوانه ای از قفس پرید (۱۳۸۱)
- رخساره (۱۳۸۰)
- شب برهنه (۱۳۸۰)
- نگین (۱۳۸۰)
- تیک (۱۳۸۰)
- معصوم (۱۳۷۷)
- بالاتر از خطر (۱۳۷۵)

### تلویزیون
- ۱۳۷۶ ولایت عشق (مهدی فخیم زاده)
- ۱۳۷۸ آغوشهای خالی (وحید نیکخواه آزاد)
- ۱۳۷۹ داستان یک شهر ۲ (اصغر فرهادی)
- ۱۳۷۹ این یک دادگاه نیست (اصغر توسلی)
- ۱۳۷۹ با من بمان (حمید لبخنده)
- ۱۳۷۹ دختران (اصغر توسلی)
- ۱۳۷۹ سیب (علی ملاجانی)
- ۱۳۷۹ خواب دیدم کودکی ام را (مرتضی شاملی)
- ۱۳۸۰ روزهای آرزو (شاهرخ حمیدی مقدم)
- ۱۳۸۱ راز سکوت (حسین حکمت جو)
- ۱۳۸۱ دوران سرکشی (کمال تبریزی)
- ۱۳۸۱ هزاران چشم (کیانوش عیاری) اپیزود گاوصندوق
- ۱۳۸۱ نوعروس (بیژن میرباقری)
- ۱۳۸۱ آخرین آواز ققنوس (مسعود تکاور)
- ۱۳۸۱ زنبق‌های وحشی (بهرام کاظمی)
- ۱۳۸۱ آیینه عشق (محمدتقی رنجبر)
- ۱۳۸۱ مشاور (مسعود رشیدی) اپیزود طلسم
- ۱۳۸۱ مزرعه آفتابگردان (فریدون حسن پور)
- ۱۳۸۲ وارث (کاظم بلوچی)
- ۱۳۸۲ بانویی دیگر (سیروس مقدم)
- ۱۳۸۲ رانت خوار کوچک (حسین سهیلی زاده)
- ۱۳۸۲ چهل سرباز (محمد نوری‌زاد)
- ۱۳۸۳ فصل زرد (محمدرضا زهتابی)
- ۱۳۸۳ خانه به دوش (رضا عطاران)
- ۱۳۸۳ روشنایی‌های شهر (مسعود کرامتی)
- ۱۳۸۴ لبه تاریکی (سعید سلطانی)
- ۱۳۸۴ اولین شب آرامش (احمد امینی)
- ۱۳۸۵ جابربن حیان (جواد افشار)
- ۱۳۸۵ آدمخوار (جواد مزد آبادی)
- ۱۳۸۵ بوکین (محسن قصابیان)
- ۱۳۸۶ بوی سیب (محسن ربیعی)
- ۱۳۸۷ بی گناهان (احمد امینی)
- ۱۳۸۷ یوسف پیامبر (فرج‌الله سلحشور)
- ۱۳۸۸ کلانتر ۳ (محسن شاه محمدی) (اپیزود دختر عمو)
- ۱۳۹۰ راه طولانی (رضا کریمی)
- ۱۳۹۰ روزی روزگاری شاه آباد (احمد دیری)
- ۱۴۰۳ چرخ گردون ۲ (جواد مزدآبادی)
- ۱۴۰۳ یزدان[۱] (منوچهر هادی)